# Phạm Chi Lan
Phạm Chi Lan (sinh ngày 14 tháng 1 năm 1943) là một nhà kinh tế học người Việt Nam. Bà từng là Tổng Thư ký và Phó Chủ tịch của Phòng Thương mại và Công nghiệp Việt Nam, thành viên của Ban Nghiên cứu của Thủ tướng.

## Tiểu sử
Bà sinh tại Long Xuyên, An Giang (quê gốc huyện Từ Liêm, Hà Nội) là con gái của cụ Phạm Trinh Cán, Đại tá, Cục trưởng Cục Quân pháp, Bộ Quốc phòng, Chánh Văn phòng Bộ Tổng tham mưu kiêm Chánh án Tòa án binh khu Trung ương, Chánh Văn phòng Bộ Giáo dục.
Bà theo học Bộ môn Ngoại Thương của Khoa Quan Hệ Quốc tế trường Đại học Kinh Tài (Kinh tế - tài chính) năm 1961-1962, nay là trường Trường đại học Kinh tế Quốc dân. Năm 1964, Khoa Quan Hệ Quốc tế được tách thành Trường Đại học Cán bộ Ngoại giao-Ngoại thương, nên có thể nói bà Phạm Chi Lan đã tốt nghiệp khóa đầu của Trường Đại học Cán bộ Ngoại giao-Ngoại thương (nay là Trường đại học Ngoại thương và Học viện Ngoại giao).
Bà tốt nghiệp đại học năm 1966. Sau khi tốt nghiệp, bà về công tác tại Phòng Thương mại và Công nghiệp Việt Nam, làm việc tại đây cho đến khi nghỉ hưu. Trong suốt quãng thời gian làm việc của mình bà Phạm Chi Lan là người luôn đi đầu cổ vũ cho quá trình đổi mới và cải cách tại Việt Nam, bền bỉ thúc đẩy sự phát triển của khu vực doanh nghiệp Việt Nam và quá trình cải cách môi trường kinh doanh tại Việt Nam.
Bà Phạm Chi Lan có những đóng góp quan trọng đối với sự phát triển của khu vực doanh nghiệp tư nhân và Phòng Thương mại và Công nghiệp Việt Nam.

## Gia đình
Chồng bà là ông Nguyễn Gia Hảo, chuyên gia kinh tế độc lập, nguyên thành viên Tổ tư vấn của cố Thủ tướng Võ Văn Kiệt. Ông Nguyễn Gia Hảo sinh năm 1939, tốt nghiệp Trường Quan hệ quốc tế Moskva (1961-1964), thạc sĩ Trường Đại học Kinh tế quốc dân (1964-1966). Ông là trọng tài viên tại Trung tâm Trọng tài Quốc tế Việt Nam (VIAC).
Người con trai duy nhất là Nguyễn Tuấn Anh tốt nghiệp ngành ngoại thương, từng công tác tại ngân hàng nước ngoài, nhận Học bổng Thạc sỹ Fulbright sang Mỹ học MBA về quản trị tài chính, sau đó về nước kinh doanh riêng gần 10 năm rồi chuyển sang làm doanh nghiệp xã hội.

## Đánh giá
- "Thế hệ của bà, rất ít người phụ nữ học kinh tế, vậy mà bà thuộc số chuyên gia kinh tế hàng đầu ở nước ta" [6]
- "Mảnh mai, trang nhã, giọng nói lúc nào cũng nhẹ nhàng, khúc chiết, bà Phạm Chi Lan, nguyên thành viên tổ tư vấn của Thủ tướng Chính phủ, ngay cả khi đã về hưu vẫn là người rất được xã hội chú ý bởi những ý kiến sắc sảo, thực tế của bà trong lĩnh vực kinh tế thời cơ chế thị trường." [7]
- "Ở góc độ của một chuyên gia, bà đã được thừa nhận và có thể nói cũng rất nổi tiếng." [8]